# Dinara Safina
Dinara Mubinovna Safina (ryska: Динара Мубиновна Сафина; tatariska: Динара Мөбин кызы Сафина: Dinara Möbin kyzy Safina), född 27 april 1986 i Moskva i Sovjetunionen (nu Ryssland), är en rysk  högerhänt före detta professionell tennisspelare.

## Tenniskarriären
Dinara Safina blev professionell tennisspelare 2001. Hon har hittills under karriären (september 2008) vunnit nio titlar i singel och åtta i dubbel på WTA-touren och fyra singel- och tre dubbel-titlar i ITF-arrangerade turneringar. Som bäst rankades hon som nummer 5 i singel (september 2008) och nummer 8 i dubbel (maj 2008) på WTA-touren.  Sin första singeltitel vann hon 2001 i ITF-turneringen i Rom. Sin första WTA-titel i singel vann hon 2002 i Idea Prokom Open (Sopot, se WTA-touren). Hon gjorde debut i Grand Slam-turneringar i US Open 2002, och har en final i Franska öppna 2008 som bästa resultat. I dubbel nådde hon finalen i US Open 2006 tillsammans med Katarina Srebotnik. Hennes hittills främsta insats i GS-sammanhang kom i september 2007 då hon tillsammans med Nathalie Dechy vann dubbeltiteln i US Open genom finalseger över Yung-Jan Chan & Chia-Jung Chuang (6-4 6-2). 
I juni 2008 nådde Safina finalen i GS-turneringen Franska öppna, där hon mötte Ana Ivanovic som vann i två raka set (6-4, 6-3).
I januari 2009 nådde Safina finalen i GS- turneringen Australiska öppna, men förlorade i två raka set mot Serena Williams (6-0, 6-3).
Dinara Safina deltog under 2005 i det segrande ryska laget i Fed Cup. Hon spelade under året fyra matcher av vilka hon vann tre. I finalen mot Frankrike besegrade hon tillsammans med Jelena Dementieva det franska paret Amélie Mauresmo/Mary Pierce (6-4, 1-6, 6-3).

## Spelaren och personen
Dinara Safina är yngre syster till förre världsettan i tennis, ATP-spelaren Marat Safin. Modern Rauza Islanova är en framgångsrik tenniscoach och tidigare spelare. De är etniska tatarer. Hon spelade med dubbelfattad backhand. Hon är bosatt i Monte Carlo.

## Grand Slam-finaler, singel (2)

### Finalförluster (2)
| År   | Mästerskap        | Finalmotståndare | Setsiffror |
| 2008 | Franska öppna     | Ana Ivanovic     | 6–4, 6–3   |
| 2009 | Australiska öppna | Serena Williams  | 6-0, 6-3   |

## WTA-titlar

### Singel (9)
- 2008 - Berlin, Los Angeles, Montréal, Tokyo
- 2007 - Guldkusten
- 2005 - Paris [inomhus], Prag
- 2003 - Palermo
- 2002 - Sopot

### Dubbel (8)
- 2008 - Guldkusten (med Ágnes Szávay), Indian Wells (med Jelena Vesnina)
- 2007 - Guldkusten (med Katarina Srebotnik)
- 2006 - Guldkusten (med Meghann Shaughnessy), Antwerpen (med Katarina Srebotnik)
- 2005 - 's-Hertogenbosch (med Anabel Medina Garrigues)
- 2004 - Peking (med Emmanuelle Gagliardi)